# WWE Women's Intercontinental Championship
Ne pas confondre avec le WWE Intercontinental Championship.
Le WWE Women's Intercontinental Championship (que l'on peut traduire par le championnat féminin Intercontinental de la WWE) est un championnat de catch utilisé par la World Wrestling Entertainment à Raw. Il s'agit du troisième titre secondaire féminin de l'histoire de la compagnie.

## Histoire
Fondée en avril 1963, la World Wrestling Entertainment n'avait jamais eu de titre féminin secondaire, jusqu'à la création de la première ceinture féminine secondaire de l'histoire: le NXT Women's North American Championship créé par la manager générale de NXT, Ava, en avril 2024 pour sa branche de développement. Le 8 novembre à SmackDown, Nick Aldis, le manager général du show bleu, annonce, à son tour, la création du WWE Women's United States Championship comme championnat secondaire,,.
Le 25 novembre à Raw, avant le début du show, Adam Pearce, le général manager du show rouge, annonce lui aussi la création de la troisième ceinture secondaire féminine de l'histoire: le WWE Women's Intercontinental Championship comme championnat secondaire à l'instar du championnat masculin. Par la suite, le directeur créatif de la WWE, Paul "Triple H" Levesque, révéla l'entièreté du tableau du tournoi qui comporte 12 catcheuses au total. Le premier tour sera composé de quatre Triple Threat matchs, dont les quatre vainqueures s'affronteront en demi-finales dans deux matchs simples et les deux gagnantes s'affronteront ensuite en finale à nouveau dans un match simple qui aura lieu dans le second épisode de Raw diffusé sur Netflix, le 13 janvier 2025 à San Jose (Californie),.

### Tournoi inaugural
|  |                                       |                                       |                                       |  |  |                                   |                                   |                                   |  |  |                            |                            |                            |
|  | Premier tour Raw 2 - 23 décembre 2024 | Premier tour Raw 2 - 23 décembre 2024 | Premier tour Raw 2 - 23 décembre 2024 |  |  | Demi-finales Raw 30 décembre 2024 | Demi-finales Raw 30 décembre 2024 | Demi-finales Raw 30 décembre 2024 |  |  | Finale Raw 13 janvier 2025 | Finale Raw 13 janvier 2025 | Finale Raw 13 janvier 2025 |
|  | Premier tour Raw 2 - 23 décembre 2024 | Premier tour Raw 2 - 23 décembre 2024 | Premier tour Raw 2 - 23 décembre 2024 |  |  | Demi-finales Raw 30 décembre 2024 | Demi-finales Raw 30 décembre 2024 | Demi-finales Raw 30 décembre 2024 |  |  | Finale Raw 13 janvier 2025 | Finale Raw 13 janvier 2025 | Finale Raw 13 janvier 2025 |
|  |                                       |                                       |                                       |  |  |                                   |                                   |                                   |  |  |                            |                            |                            |
|  |                                       |                                       |                                       |  |  |                                   |                                   |                                   |  |  |                            |                            |                            |
|  | Dakota Kai                            | Dakota Kai                            | Tombé                                 |  |  |                                   |                                   |                                   |  |  |                            |                            |                            |
|  | Dakota Kai                            | Dakota Kai                            | Tombé                                 |  |  |                                   |                                   |                                   |  |  |                            |                            |                            |
|  | Katana Chance                         | Katana Chance                         | 7:37                                  |  |  |                                   |                                   |                                   |  |  |                            |                            |                            |
|  | Katana Chance                         | Katana Chance                         | 7:37                                  |  |  |                                   |                                   |                                   |  |  |                            |                            |                            |
|  | Shayna Baszler                        | Shayna Baszler                        | —                                     |  |  | Dakota Kai                        | Dakota Kai                        | Tombé                             |  |  |                            |                            |                            |
|  | Shayna Baszler                        | Shayna Baszler                        | —                                     |  |  | Dakota Kai                        | Dakota Kai                        | Tombé                             |  |  |                            |                            |                            |
|  |                                       |                                       |                                       |  |  | Zoey Stark                        | Zoey Stark                        | 8:15                              |  |  |                            |                            |                            |
|  |                                       |                                       |                                       |  |  | Zoey Stark                        | Zoey Stark                        | 8:15                              |  |  |                            |                            |                            |
|  | Zoey Stark                            | Zoey Stark                            | Tombé                                 |  |  |                                   |                                   |                                   |  |  |                            |                            |                            |
|  | Zoey Stark                            | Zoey Stark                            | Tombé                                 |  |  |                                   |                                   |                                   |  |  |                            |                            |                            |
|  | Raquel Rodriguez                      | Raquel Rodriguez                      | —                                     |  |  |                                   |                                   |                                   |  |  |                            |                            |                            |
|  | Raquel Rodriguez                      | Raquel Rodriguez                      | —                                     |  |  |                                   |                                   |                                   |  |  |                            |                            |                            |
|  | Kayden Carter                         | Kayden Carter                         | 9:25                                  |  |  | Dakota Kai                        | Dakota Kai                        | 8:31                              |  |  |                            |                            |                            |
|  | Kayden Carter                         | Kayden Carter                         | 9:25                                  |  |  |                                   | Dakota Kai                        | 8:31                              |  |  |                            |                            |                            |
|  |                                       |                                       |                                       |  |  | Lyra Valkyria                     | Lyra Valkyria                     | Tombé                             |  |  |                            |                            |                            |
|  |                                       |                                       |                                       |  |  | Lyra Valkyria                     | Lyra Valkyria                     | Tombé                             |  |  |                            |                            |                            |
|  | Lyra Valkyria                         | Lyra Valkyria                         | Tombé                                 |  |  |                                   |                                   |                                   |  |  |                            |                            |                            |
|  | Lyra Valkyria                         | Lyra Valkyria                         | Tombé                                 |  |  |                                   |                                   |                                   |  |  |                            |                            |                            |
|  | Zelina Vega                           | Zelina Vega                           | —                                     |  |  |                                   |                                   |                                   |  |  |                            |                            |                            |
|  | Zelina Vega                           | Zelina Vega                           | —                                     |  |  |                                   |                                   |                                   |  |  |                            |                            |                            |
|  | Ivy Nile                              | Ivy Nile                              | 7:50                                  |  |  | Lyra Valkyria                     | Lyra Valkyria                     | Tombé                             |  |  |                            |                            |                            |
|  | Ivy Nile                              | Ivy Nile                              | 7:50                                  |  |  | Lyra Valkyria                     | Lyra Valkyria                     | Tombé                             |  |  |                            |                            |                            |
|  |                                       |                                       |                                       |  |  | Iyo Sky                           | Iyo Sky                           | 11:45                             |  |  |                            |                            |                            |
|  |                                       |                                       |                                       |  |  | Iyo Sky                           | Iyo Sky                           | 11:45                             |  |  |                            |                            |                            |
|  | Alba Fyre                             | Alba Fyre                             | —                                     |  |  |                                   |                                   |                                   |  |  |                            |                            |                            |
|  | Alba Fyre                             | Alba Fyre                             | —                                     |  |  |                                   |                                   |                                   |  |  |                            |                            |                            |
|  | Iyo Sky                               | Iyo Sky                               | Tombé                                 |  |  |                                   |                                   |                                   |  |  |                            |                            |                            |
|  | Iyo Sky                               | Iyo Sky                               | Tombé                                 |  |  |                                   |                                   |                                   |  |  |                            |                            |                            |
|  | Natalya                               | Natalya                               | 8:05                                  |  |  |                                   |                                   |                                   |  |  |                            |                            |                            |
|  | Natalya                               | Natalya                               | 8:05                                  |  |  |                                   |                                   |                                   |  |  |                            |                            |                            |

## Liste des championnes
| #   | Championne    | Règne | Date de victoire | Durée (en jours) | Événement         | Lieu                   | Notes | Réf    |
| Raw | Raw           | Raw   | Raw              | Raw              | Raw               | Raw                    | Raw | Raw    |
| --- | ------------- | ----- | ---------------- | ---------------- | ----------------- | ---------------------- | --- | ------ |
| 1   | Lyra Valkyria | 1     | 13 janvier 2025  | 145              | Raw               | San Jose (Californie)  | En battant Dakota Kai en finale du tournoi pour devenir la championne inaugurale, elle remporte également son premier titre dans le roster principal. | ,      |
| 2   | Becky Lynch   | 1     | 7 juin 2025      | 29+              | Money in the Bank | Inglewood (Californie) | En battant Lyra Valkyria, elle remporte le titre pour la première fois.                                                                               | [ 14 ] |

## Règnes combinés
| Signe | Notes                                  |
| ----- | -------------------------------------- |
|       | Lutteuse travaillant toujours à Raw    |
|       | Lutteuse travaillant toujours à la WWE |

| Rang | Champion      | Règnes | Jours | 1re victoire  |
| ---- | ------------- | ------ | ----- | ------------- |
| 1    | Lyra Valkyria | 1      | 145   | 13 janv. 2025 |
| 2    | Becky Lynch   | 1      | 29+   | 7 juin 2025   |